# Permomerope australis
Permomerope australis is een fossiele soort schietmot uit de familie Protomeropidae.